# Felső-Normandia
Felső-Normandia (Haute-Normandie) Franciaország egyik régiója volt 2015 végéig. 
A 2014. évi közigazgatási reform keretében néhány új közigazgatási régió létrehozásáról és a korábbiak közül több összevonásáról döntöttek. Ennek során 2016. január 1-jén Felső-Normandia Alsó-Normandiával együtt az újonnan alakított Normandia közigazgatási régió része lett.